# EuroCup 2016/17
Der EuroCup 2016/17 war die 15. Spielzeit des EuroCups im Vereinsbasketball der Herren. Er ist nicht zu verwechseln mit dem FIBA Europe Cup, der vom Kontinentalverband FIBA Europa ausgetragen wird.
Im Unterschied zu den bisherigen Austragungen gab es ähnlich wie im übergeordneten Wettbewerb EuroLeague 2016/17 erstmals einen Namenssponsor mit dem griechischen Lebensmittelkonzern Vivartia und deren Snackmarke 7DAYS, so dass der vollständige Name des Wettbewerbs 7DAYS EuroCup lautet.
Den Titel gewann zum ersten Mal Unicaja Málaga aus Spanien.

## Bedeutung und Kontroverse vor der Saison
Die FIBA Europa inklusive der Mehrzahl ihrer nationalen Mitgliedsverbände versuchte den EuroCup zu boykottieren und teilnehmende Vereine zu sanktionieren zugunsten des von ihnen initiierten neuen Wettbewerbs Basketball Champions League. Aus diesem Grunde musste die vorgesehene, zur vorherigen Austragung bereits reduzierte Teilnehmerzahl von 24 Vereinen noch nach der Gruppenauslosung um weitere vier Klubs auf 20 Teilnehmer in der Hauptrunde reduziert werden.
Daher ist umstritten, welcher der beiden Wettbewerbe, EuroCup oder Basketball Champions League, hinter der EuroLeague der zweitwichtigste in der Saison 2016/17 ist. Zwar sind im EuroCup viele renommierte Mannschaften aus den wichtigsten europäischen Ligen sowie ehemalige langjährige EuroLeague-Teilnehmer vertreten, jedoch nimmt kein einziger nationaler Meister teil, hingegen sind in der Champions League 16 Meister dabei. Ein Faktor, der für die Basketball Champions League und gegen den EuroCup spricht ist die Vielfalt an Ländern, aus denen die teilnehmenden Vereine stammen. Während im EuroCup Vereine aus nur neun verschiedenen Nationen teilnehmen, sind es in der Champions League 31 verschiedene Nationen. Dies bedeutet wiederum eine höhere Leistungsdichte im EuroCup.

## Modus
Am EuroCup nahmen in der Vorrunde 20 statt wie im Vorjahr 36 Mannschaften teil. Die Vorrunde wurde im Rundenturnier-Modus englisch round robin mit Hin- und Rückspiel in vier Gruppen mit je fünf Mannschaften gespielt. Die sportlich letztplatzierte und erfolgloseste Mannschaft jeder Vorrundengruppe schied aus, während die anderen Mannschaften die zweite Gruppenphase der 16 besten Mannschaften erreichten.
Auch hier wurde in vier Gruppen mit nun jeweils vier Mannschaften weitergespielt, wobei gestaffelt nach Vorrundenplatzierung sich die Mannschaften auf die Zwischenrundengruppen verteilten, so dass keine Gruppengegner der Vorrunde auch in der Zwischenrunde gegeneinander spielten. Die jeweils Erst- und Zweitplatzierten jeder Zwischenrunde qualifizierten sich für das Viertelfinale, während die restlichen Zwischenrundenmannschaften ausschieden.
Ab dem Viertelfinale wurde im Play-off-Modus „Best-of-Three“ weitergespielt, wobei die besser platzierte Mannschaft der Zwischenrunde zunächst Heimrecht hatte. Die Mannschaft, die zuerst zwei Siege in einer Play-off-Serie erzielte, erreichte die nächste Runde.

## Teilnehmende Mannschaften
Die Auslosung der ersten Gruppenphase fand am 7. Juli 2016 in Barcelona (Spanien) zunächst noch mit 24 Mannschaften statt. Nach diversen Rückzugen von Klubs kam es zu erheblichen Umgruppierungen, wobei Maßgabe war, dass aus einer entsendenden Liga möglichst nur ein Klub pro Vorrundengruppe antritt, was bis auf die spanische Liga ACB auch möglich war.
| Liga                          | Anzahl | Klubs (VJPa)                | Klubs (VJPa)                  | Klubs (VJPa)            | Klubs (VJPa)               | Klubs (VJPa)                | Klubs (VJPa)         |
| ----------------------------- | ------ | --------------------------- | ----------------------------- | ----------------------- | -------------------------- | --------------------------- | -------------------- |
| Liga ACB                      | 6      | Valencia BC (HF/3)          | Herbalife Gran Canaria (VF/5) | Unicaja Málaga (VF/6)   | UCAM Murcia (VF/7)         | Montakit Fuenlabrada (VF/8) | Dominion Bilbao (9.) |
| VTB United League ( Russland) | 4      | Zenit St. Petersburg (HF/3) | BK Chimki (HF/4)              | Lokomotive Kuban (VF/5) | BK Nischni Nowgorod (VF/7) |                             |                      |
| ABA-Liga                      | 4      | Budućnost Podgorica (HF/3)  | KK Cedevita (HF/4)            | KK Union Olimpija (7)   | KK MZT Aerodrom (10)       |                             |                      |
| Basketball-Bundesliga         | 3      | ratiopharm Ulm (VM/2)       | FC Bayern München (HF/4)      | Alba Berlin (VF/7)      |                            |                             |                      |
| LKL                           | 2      | Lietuvos rytas (HF/3)       | Lietkabelis Panevėžys (VF/7)  |                         |                            |                             |                      |
| Ligat ha’Al                   | 1      | Hapoel Jerusalem (VM)       |                               |                         |                            |                             |                      |

a: in Klammern Play-off-Runde und Abschlussplatzierung in der jeweiligen Meisterschaft mit VM als Finalist und Vizemeister, ansonsten nur Hauptrundenplatzierung 

## Erste Gruppenphase
Die erste Gruppenphase fand vom 12. Oktober bis 14. Dezember 2016 statt.

### Gruppe A
| Klub                      | Sp | S | N | P+  | P-  |
| ------------------------- | -- | - | - | --- | --- |
| 1. Herbalife Gran Canaria | 8  | 7 | 1 | 758 | 630 |
| 2. KK Cedevita            | 8  | 6 | 2 | 678 | 644 |
| 3. BK Nischni Nowgorod    | 8  | 4 | 4 | 659 | 693 |
| 4. Lietkabelis Panevėžys  | 8  | 3 | 5 | 626 | 658 |
| 5. MZT Skopje Aerodrom    | 8  | 0 | 8 | 617 | 713 |

### Gruppe B
| Klub                    | Sp | S | N | P+  | P-  |
| ----------------------- | -- | - | - | --- | --- |
| 1. BK Chimki            | 8  | 6 | 2 | 728 | 636 |
| 2. Montakit Fuenlabrada | 8  | 4 | 4 | 696 | 695 |
| 3. Alba Berlin          | 8  | 4 | 4 | 681 | 734 |
| 4. Lietuvos rytas       | 8  | 3 | 5 | 683 | 674 |
| 5. Dominion Bilbao      | 8  | 3 | 5 | 645 | 694 |

### Gruppe C
| Klub                    | Sp | S | N | P+  | P-  |
| ----------------------- | -- | - | - | --- | --- |
| 1. Zenit St. Petersburg | 8  | 6 | 2 | 692 | 655 |
| 2. FC Bayern München    | 8  | 6 | 2 | 641 | 583 |
| 3. UCAM Murcia          | 8  | 4 | 4 | 642 | 646 |
| 4. Unicaja Málaga       | 8  | 4 | 4 | 623 | 607 |
| 5. Budućnost VOLI       | 8  | 0 | 8 | 573 | 680 |

### Gruppe D
| Klub                   | Sp | S | N | P+  | P-  |
| ---------------------- | -- | - | - | --- | --- |
| 1. Valencia BC         | 8  | 7 | 1 | 657 | 570 |
| 2. Hapoel Jerusalem    | 8  | 5 | 3 | 639 | 640 |
| 3. ratiopharm Ulm      | 8  | 4 | 4 | 612 | 648 |
| 4. Lok Kuban Krasnodar | 8  | 3 | 5 | 610 | 605 |
| 5. KK Union Olimpija   | 8  | 1 | 7 | 575 | 640 |

## Zweite Gruppenphase
Die zweite Gruppenphase fand vom 4. Januar bis 8. Februar 2017 statt.

### Gruppe E
| Klub                      | Sp | S | N | P+  | P-  |
| ------------------------- | -- | - | - | --- | --- |
| 1. Lok Kuban Krasnodar    | 6  | 5 | 1 | 484 | 424 |
| 2. Herbalife Gran Canaria | 6  | 4 | 2 | 491 | 465 |
| 3. Montakit Fuenlabrada   | 6  | 2 | 4 | 469 | 508 |
| 4. UCAM Murcia            | 6  | 1 | 5 | 445 | 492 |

### Gruppe F
| Klub                     | Sp | S | N | P+  | P-  |
| ------------------------ | -- | - | - | --- | --- |
| 1. FC Bayern München     | 6  | 6 | 0 | 479 | 430 |
| 2. BK Chimki             | 6  | 4 | 2 | 503 | 493 |
| 3. Lietkabelis Panevėžys | 6  | 2 | 4 | 470 | 505 |
| 4. ratiopharm Ulm        | 6  | 0 | 6 | 482 | 506 |

### Gruppe G
| Klub                    | Sp | S | N | P+  | P-  |
| ----------------------- | -- | - | - | --- | --- |
| 1. Hapoel Jerusalem     | 6  | 5 | 1 | 521 | 484 |
| 2. Zenit St. Petersburg | 6  | 3 | 3 | 549 | 522 |
| 3. Lietuvos rytas       | 6  | 3 | 3 | 514 | 472 |
| 4. BK Nischni Nowgorod  | 6  | 1 | 5 | 464 | 570 |

### Gruppe H
| Klub              | Sp | S | N | P+  | P-  |
| ----------------- | -- | - | - | --- | --- |
| 1. Valencia BC    | 6  | 6 | 0 | 508 | 429 |
| 2. Unicaja Málaga | 6  | 3 | 3 | 436 | 443 |
| 3. KK Cedevita    | 6  | 2 | 4 | 452 | 480 |
| 4. Alba Berlin    | 6  | 1 | 5 | 475 | 519 |

## Knockout-Runden
Ab dem Viertelfinale der besten acht Mannschaften wird im K.-o.-System weitergespielt, wobei die einzelnen Paarungen im Play-off-Modus Best-of-Three entschieden werden.

### Viertelfinale
Die Viertelfinalspiele fanden zwischen dem 28. Februar und dem 8. März 2017 statt.
| Paarung             | Paarung | Paarung                | 1. Spiel | 2. Spiel | 3. Spiel |
| Lok Kuban Krasnodar | −       | Zenit St. Petersburg   | 75:52    | 88:77    |          |
| FC Bayern München   | −       | Unicaja Málaga         | 91:82    | 67:82    | 69:74    |
| Hapoel Jerusalem    | −       | Herbalife Gran Canaria | 87:67    | 85:79    |          |
| Valencia BC         | −       | BK Chimki              | 88:82    | 74:98    | 92:76    |

### Halbfinale
Die Halbfinalspiele fanden zwischen dem 14. und dem 22. März 2017 statt.
| Paarung             | Paarung | Paarung          | 1. Spiel | 2. Spiel | 3. Spiel |
| Lok Kuban Krasnodar | −       | Unicaja Málaga   | 57:73    | 63:74    |          |
| Valencia BC         | −       | Hapoel Jerusalem | 83:68    | 66:79    | 90:75    |

### Finalspiele
Die Finalspiele fanden zwischen dem 28. März und dem 5. April 2017 statt.
| Paarung     | Paarung | Paarung        | 1. Spiel | 2. Spiel | 3. Spiel |
| Valencia BC | −       | Unicaja Málaga | 68:62    | 71:79    | 58:63    |